# Torneo de ajedrez de Zúrich
El Torneo de ajedrez de Zúrich o Zurich Chess Challenge es uno de los nuevos torneos de ajedrez internacional de nivel superior que mayor crecimiento ha tenido en los últimos años. Es organizado por el club de ajedrez de Zúrich, el cual es la sociedad de Ajedrez organizada más antigua del mundo. El torneo se lleva a cabo cada año desde 2012 en la ciudad de Zúrich, Suiza.
La edición 2014 del torneo tuvo el mayor promedio de puntos Elo (2801) de cualquier torneo jugado hasta la fecha y es considerado por la prensa especializada como el más fuerte de la historia.

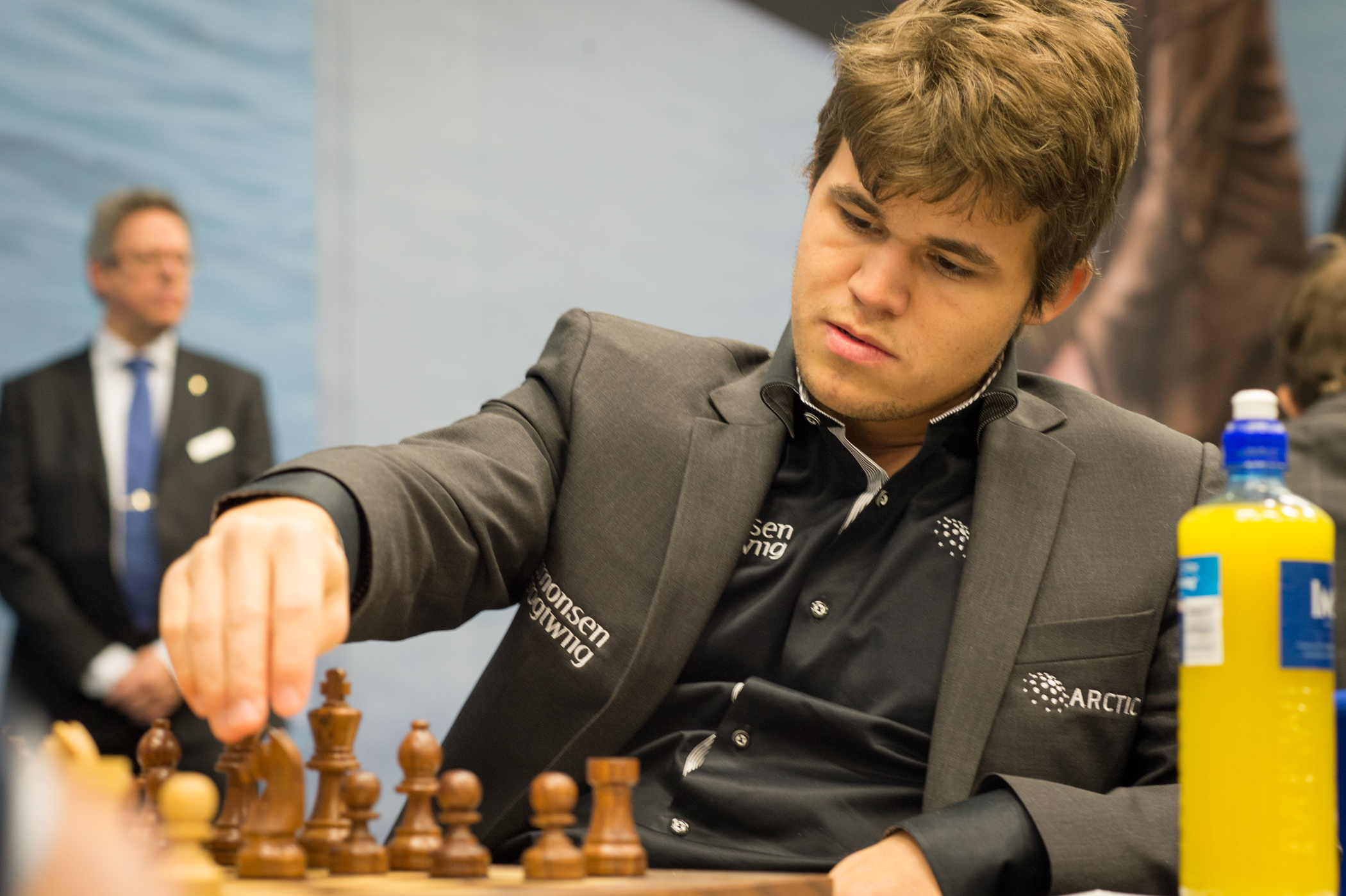
Magnus Carlsen en 2013.

## Zurich Chess Challenge 2012
El torneo se disputó del 21 al 28 de abril de 2012 donde se enfrentaron a seis partidas Vladimir Kramnik de Rusia y Levon Aronian de Armenia. El torneo terminó en empate, con una victoria para cada jugador y las otras cuatro partidas terminadas en tablas.
|                  | Rating | 1 | 2 | 3 | 4 | 5 | 6 | Total |
| ---------------- | ------ | - | - | - | - | - | - | ----- |
| Vladimir Kramnik | 2801   | 0 | ½ | 1 | ½ | ½ | ½ | 3     |
| Levon Aronian    | 2820   | 1 | ½ | 0 | ½ | ½ | ½ | 3     |

## Zurich Chess Challenge 2013
Durante el 23 de febrero y el 1 de marzo se disputó la versión del torneo 2013 donde el italiano Fabiano Caruana se consagró campeón.

| No | Jugador           | Ranking FIDE | 1   | 2   | 3   | 4   | Puntos |
| -- | ----------------- | ------------ | --- | --- | --- | --- | ------ |
| 1  | Fabiano Caruana   | 2757         | X X | ½ 1 | ½ ½ | ½ 1 | 4      |
| 2  | Viswanathan Anand | 2780         | ½ 0 | X X | ½ 1 | ½ ½ | 3      |
| 3  | Vladimir Kramnik  | 2810         | ½ ½ | ½ 0 | X X | ½ ½ | 2½     |
| 4  | Boris Gelfand     | 2740         | ½ 0 | ½ ½ | ½ ½ | X X | 2½     |

## Zurich Chess Challenge 2014
La versión 2014 se llevó a cabo durante el 29 de enero y el 4 de febrero. Esta edición contó con el promedio más alto de puntaje (2801) en la historia de este tipo de torneos. También fue el primer torneo considerado Categoría XXIII en la historia.
El torneo se jugó en tres etapas diferentes, el día de apertura tuvo cinco rondas de ajedrez relámpago o blitz para decidir el orden del sorteo de las partidas, esta primera etapa la ganó el noruego Magnus Carlsen. El torneo principal consistió de 5 partidas de ajedrez clásico y cinco partidas de ajedrez rápido.

### Ronda Ajedrez Relámpago
| No | Jugador           | Blitz Puntaje Elo | 1 | 2 | 3 | 4 | 5 | 6 | Puntos | SB   |
| -- | ----------------- | ----------------- | - | - | - | - | - | - | ------ | ---- |
| 1  | Magnus Carlsen    | 2837              | X | ½ | 1 | 0 | 1 | ½ | 3      | 7.25 |
| 2  | Levon Aronian     | 2863              | ½ | X | 0 | ½ | 1 | 1 | 3      | 6.75 |
| 3  | Hikaru Nakamura   | 2879              | 0 | 1 | X | 1 | ½ | 0 | 2½     | 6.75 |
| 4  | Fabiano Caruana   | 2697              | 1 | ½ | 0 | X | 0 | 1 | 2½     | 6    |
| 5  | Viswanathan Anand | 2827              | 0 | 0 | ½ | 1 | X | 1 | 2½     | 5.25 |
| 6  | Boris Gelfand     | 2719              | ½ | 0 | 1 | 0 | 0 | X | 1½     | 4    |

### Ronda Ajedrez Clásico
| No | Jugador           | Ranking FIDE | Puntaje Elo | 1 | 2 | 3 | 4 | 5 | 6 | Puntos |
| -- | ----------------- | ------------ | ----------- | - | - | - | - | - | - | ------ |
| 1  | Magnus Carlsen    | 1            | 2872        | X | ½ | 1 | 1 | ½ | 1 | 8      |
| 2  | Levon Aronian     | 2            | 2812        | ½ | X | 0 | 1 | 1 | ½ | 6      |
| 3  | Fabiano Caruana   | 6            | 2782        | 0 | 1 | X | ½ | ½ | ½ | 5      |
| 4  | Hikaru Nakamura   | 3            | 2789        | 0 | 0 | ½ | X | 1 | ½ | 4      |
| 5  | Viswanathan Anand | 9            | 2773        | ½ | 0 | ½ | 0 | X | 1 | 4      |
| 6  | Boris Gelfand     | 8            | 2777        | 0 | ½ | ½ | ½ | 0 | X | 3      |
Cuando hay partidas que terminan en tablas antes de 40 movimientos se requiere que los jugadores disputen una partida de ajedrez rápido, pero estas partidas extras no afectan los puntajes del torneo. Se jugaron dos partidas de este tipo: Gelfand–Aronian (0–1) en la tercera ronda y Gelfand–Nakamura (1–0) en la quinta ronda.

### Ronda Ajedrez Rápido
| No | Jugador           | Ranking FIDE | Puntaje Elo (Rápido) | 1 | 2 | 3 | 4 | 5 | 6 | Puntos |
| -- | ----------------- | ------------ | -------------------- | - | - | - | - | - | - | ------ |
| 1  | Magnus Carlsen    | 1            | 2845                 | X | 0 | 0 | ½ | ½ | 1 | 2      |
| 2  | Levon Aronian     | 2            | 2770                 | 1 | X | ½ | 1 | 0 | ½ | 3      |
| 3  | Fabiano Caruana   | 6            | 2812                 | 1 | ½ | X | 1 | 1 | ½ | 4      |
| 4  | Viswanathan Anand | 9            | 2800                 | ½ | 0 | 0 | X | 0 | ½ | 1      |
| 5  | Hikaru Nakamura   | 3            | 2826                 | ½ | 1 | 0 | 1 | X | 1 | 3½     |
| 6  | Boris Gelfand     | 8            | 2735                 | 0 | ½ | ½ | ½ | 0 | X | 1½     |

### Resultados Finales
Las puntuaciones finales del torneo son calculadas basado en el resultado de cada partida, donde en la ronda clásica se puntúa en base 2-1-0 y en la ronda rápida en base 1-½-0.
| No | Jugador           | Puntos |
| -- | ----------------- | ------ |
| 1  | Magnus Carlsen    | 10     |
| 2  | Fabiano Caruana   | 9      |
| 3  | Levon Aronian     | 9      |
| 4  | Hikaru Nakamura   | 7½     |
| 5  | Viswanathan Anand | 5      |
| 6  | Boris Gelfand     | 4½     |